# La Trinitat (Santo Domingo el Antiguo)
La Santíssima Trinitat és una obra d'El Greco que formava part del retaule major de Monestir de Santo Domingo el Antiguo, a Toledo. Aquest gran quadre va ser venut, i actualment forma part de les col·leccions del Museu del Prado, a Madrid. Consta amb el número 2 en el catàleg raonat d'obres d'aquest pintor, realitzat per Harold Wethey, especialista en El Greco.

## Temàtica de l'obra
El Greco va seguir una fórmula iconogràfica de tradició medieval, coneguda amb el nom de Thronum Gratiae (Tron de Gràcia) poc utilitzada en l'Espanya del seu temps. Aquesta fórmula tenia per objecte ressaltar la doble naturalesa de Crist, i l'acceptació del seu sacrifici per part del Pare Celestial. Per tant, representa l'escena en la que Déu Pare sosté el cos de Jesús mort. Sobre ells, l'Esperit Sant, en forma de colom. Al voltant de les tres Persones de la Santíssima Trinitat, apareixen àngels en diverses postures, alguns d'ells amb expressions dramàtiques en llurs rostres.

## Anàlisi de l'obra
Oli sobre llenç; 300 x 179 cm.; Museu del Prado, Madrid.
La font primària d'aquesta obra sembla un gravat d'Albrecht Dürer de l'any 1511, amb el que coincideixen les línies bàsiques compositives, però amb un procés de concentració i simplificació que la converteixen en quelcom totalment diferent. El Greco suprimeix els símbols de la Passió, i l'escena no té la profunditat espacial del gravat de Durer. En canvi, en la figura de Crist, El Greco busca inspiració en Michelangelo Buonarroti. A més, aquest quadre és profundament italià tant en el color (amb uns verds, roses i blaus profunds que remeten a Venècia) com en la forma, que té una qualitat escultòrica i una monumentalitat que remeten a Michelangelo.

## Situació dins el conjunt
- Estava situada a l'àtic, essent-ne l'única pintura.

## Procedència
- Santo Domingo el Antiguo, Toledo
- Valeriano Salvatierra, Madrid
- Ferran VII d'Espanya (adquirit l'any 1827)
- Traslladat al Museu del Prado (1832)